# Eugen Geiwitz
Eugen Geiwitz (Ulma, 14 dicembre 1901 – Wippingen, 14 aprile 1984) è stato uno schermidore tedesco, vincitore di una medaglia di bronzo ai Campionati Internazionali di scherma.